# お誂え向きのDestiny
『お誂え向きのDestiny』（おあつらえむきのデスティニー）は、1991年に発売されたKEY WEST CLUBの1stシングルおよび1stスタジオ・アルバム。

## シングル
中谷美紀・東恵子によるユニットのデビュー・シングル。カップリングの「あした天気になぁれ」は当ユニット唯一の作詞楽曲でアルバム未収録。

### シングル収録曲
1. お誂え向きのDestiny
作詞・作曲：川島だりあ 編曲：池田大介
2. あした天気になぁれ
作詞：KEY WEST CLUB 作曲・編曲：寺尾広
3. お誂え向きのDestiny(inst.)

　　　コーラス入りのオリジナルカラオケに歌唱パートのメロディが追加されている。

## アルバム
シングル表題曲を除く全編曲を明石昌夫が手掛けた。2曲目から5曲目は亜蘭知子のカバー。
- 「Dancing Island」「Mind’s Holiday」はアルバム「Stay In My Eyes」より
- 「あなたにLonely」「Simple Question」はアルバム「Sunny Side Memories」より。

### アルバム収録曲
特記以外編曲：明石昌夫
1. お誂え向きのDestiny
作詞・作曲：川島だりあ 編曲：池田大介
2. Dancing Island
作詞：亜蘭知子 作曲：宝仙明伽音
3. Mind's Holiday
作詞：亜蘭知子 作曲：JIN
4. あなたにLonely
作詞：亜蘭知子 作曲：寺尾広
5. Simple Question
作詞：亜蘭知子 作曲：野呂一生
6. Summer Vacation
作詞・作曲：MILK